# 4600 Мідовз
4600 Мідовз (4600 Meadows) — астероїд головного поясу, відкритий 10 вересня 1985 року.
Тіссеранів параметр щодо Юпітера — 3,214.